# Domažlice (hrad)
Domažlice (též Chodský hrad) jsou hrad ve stejnojmenném městě. Stojí na Chodském náměstí v nevýrazné údolní poloze nad říčkou Zubřinou v nadmořské výšce asi 420 metrů. Od roku 1964 je chráněn jako kulturní památka.

## Historie
Hrad založil spolu s městem král Přemysl Otakar II. Při požáru města v roce 1592 vyhořel a v 17. století probíhal vleklý spor o majetková práva mezi městem a Volfem Maxmiliánem Lamingerem. V roce 1671 hrad připadl městu, které jeho zbytky nechalo v letech 1726–1728 přestavět na solnici s věží. V 19. století v objektu sídlil městský úřad a později také škola. Od třicátých let 20. století v něm sídlí Chodské muzeum. Během rekonstrukčních prací v roce 1995 hrad znovu vyhořel a jeho oprava byla dokončena v roce 1998. Pro veřejnost byl hrad zpřístupněn v roce 1999.

## Stavební podoba
Hrad stál v jihozápadním nároží města. Na straně proti městu, kde ho pravděpodobně chránil příkop a parkán, měl pravoúhlé nároží, zatímco opačná strana byla čtvrtokrouhlá. Podle kresby z roku 1592 měl hrad tři palácová křídla. Dochovaly se z něj zejména obvodová hradba na vnější straně a okrouhlá věž postavená na čtverhranném soklu.

## Fotogalerie

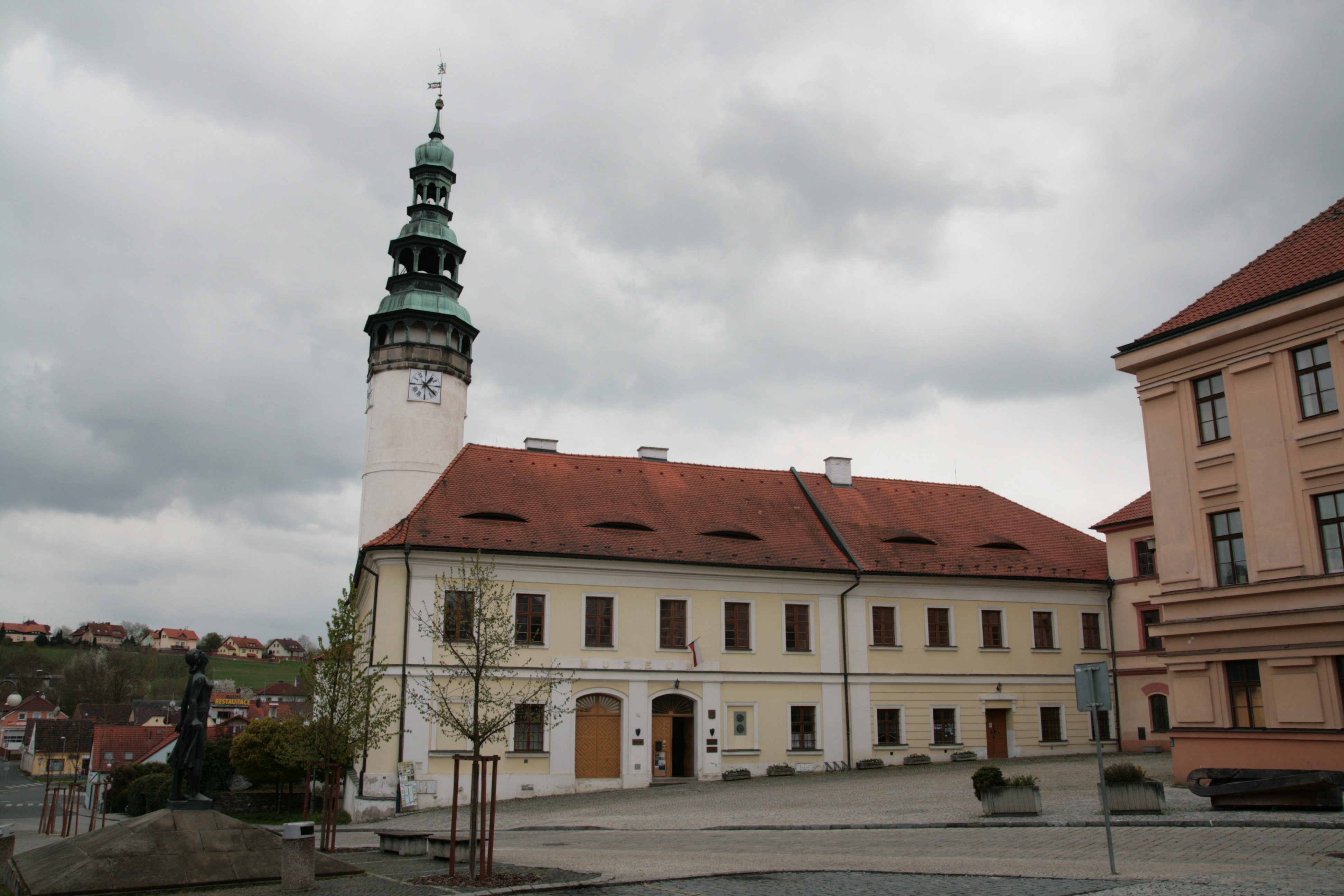
Na hradě sídlí Muzeum Chodska
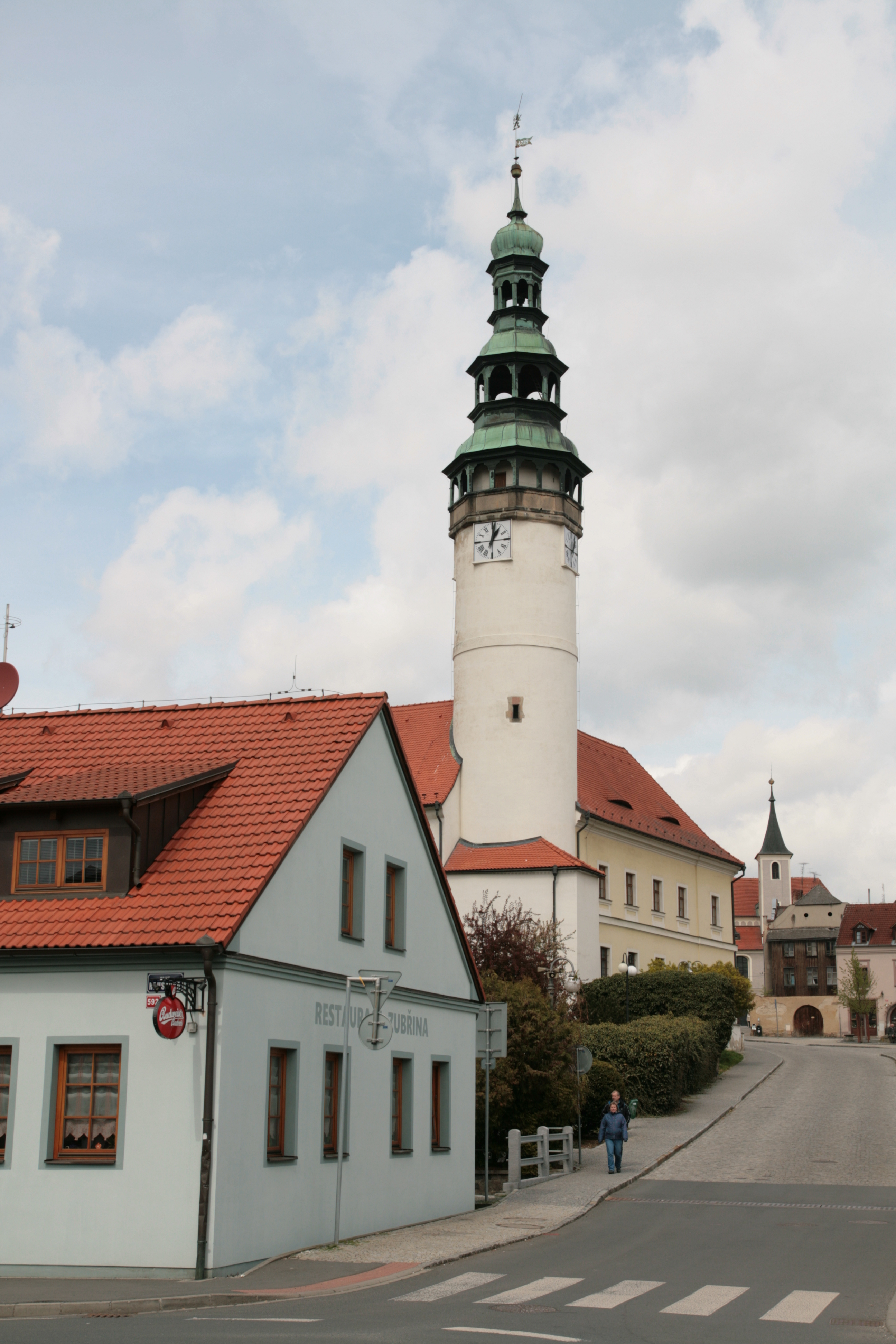
Pohled na hrad z křižovatky Chodské a Havlíčkovy ulice
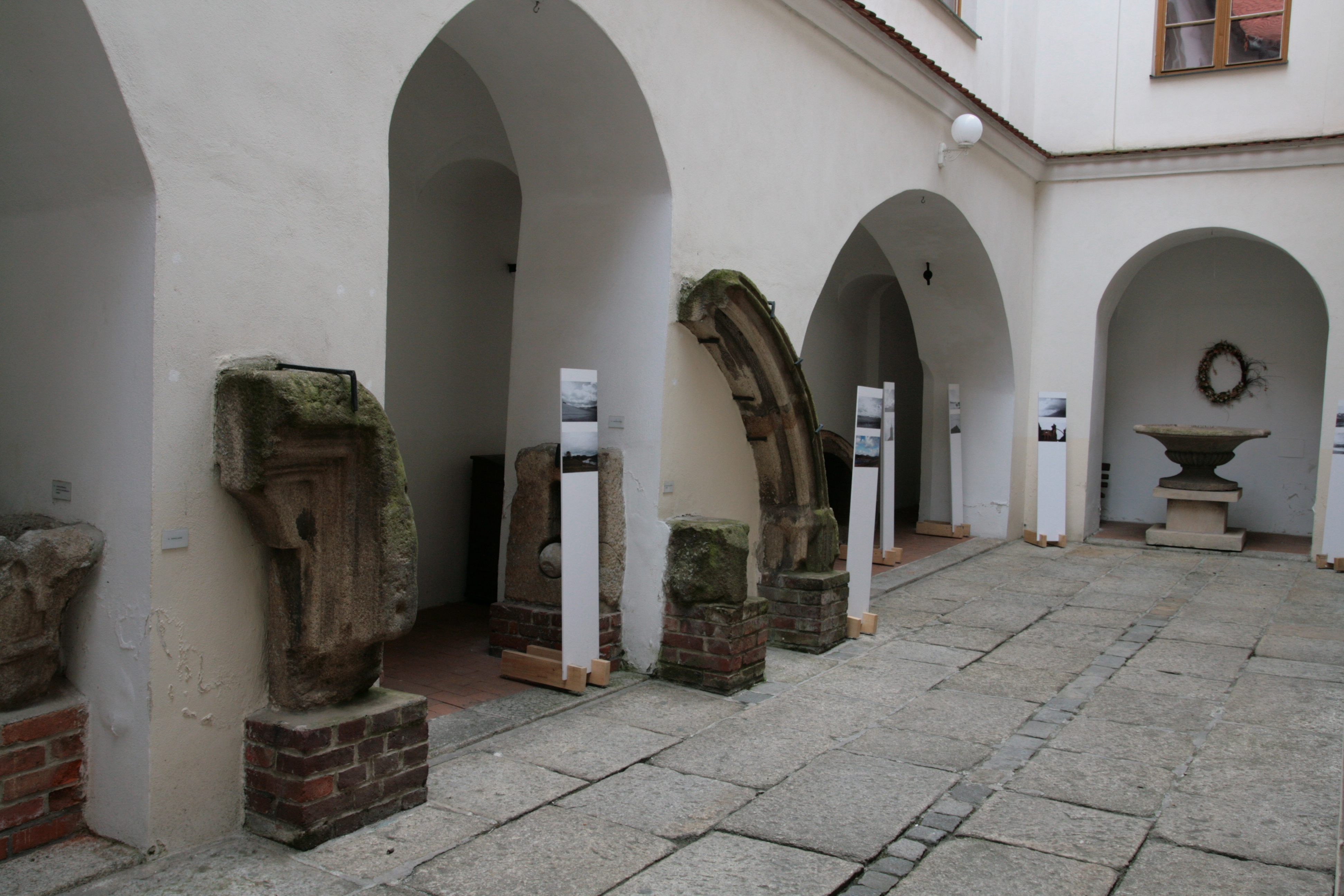
Nádvoří hradu
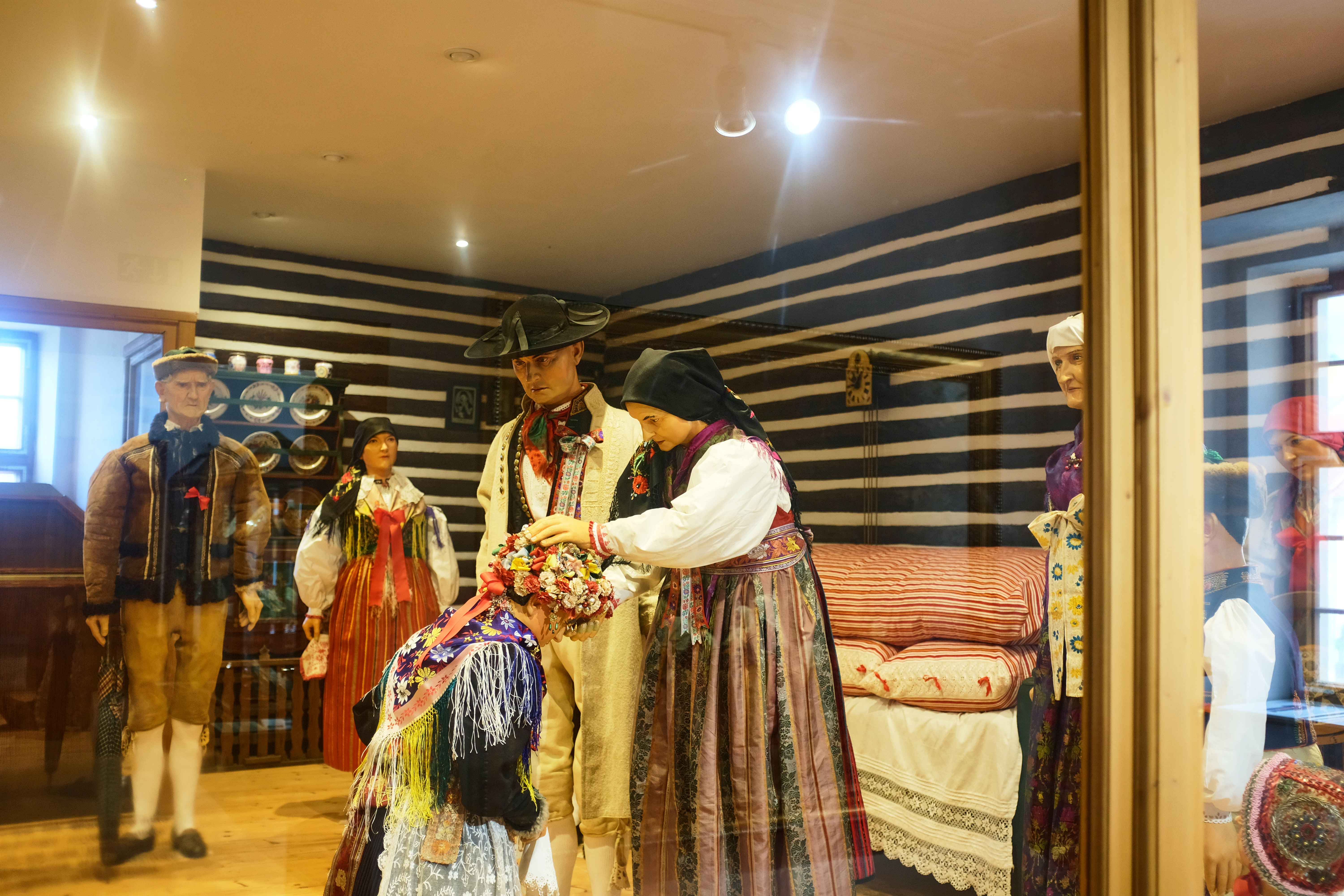
Expozice v hradu
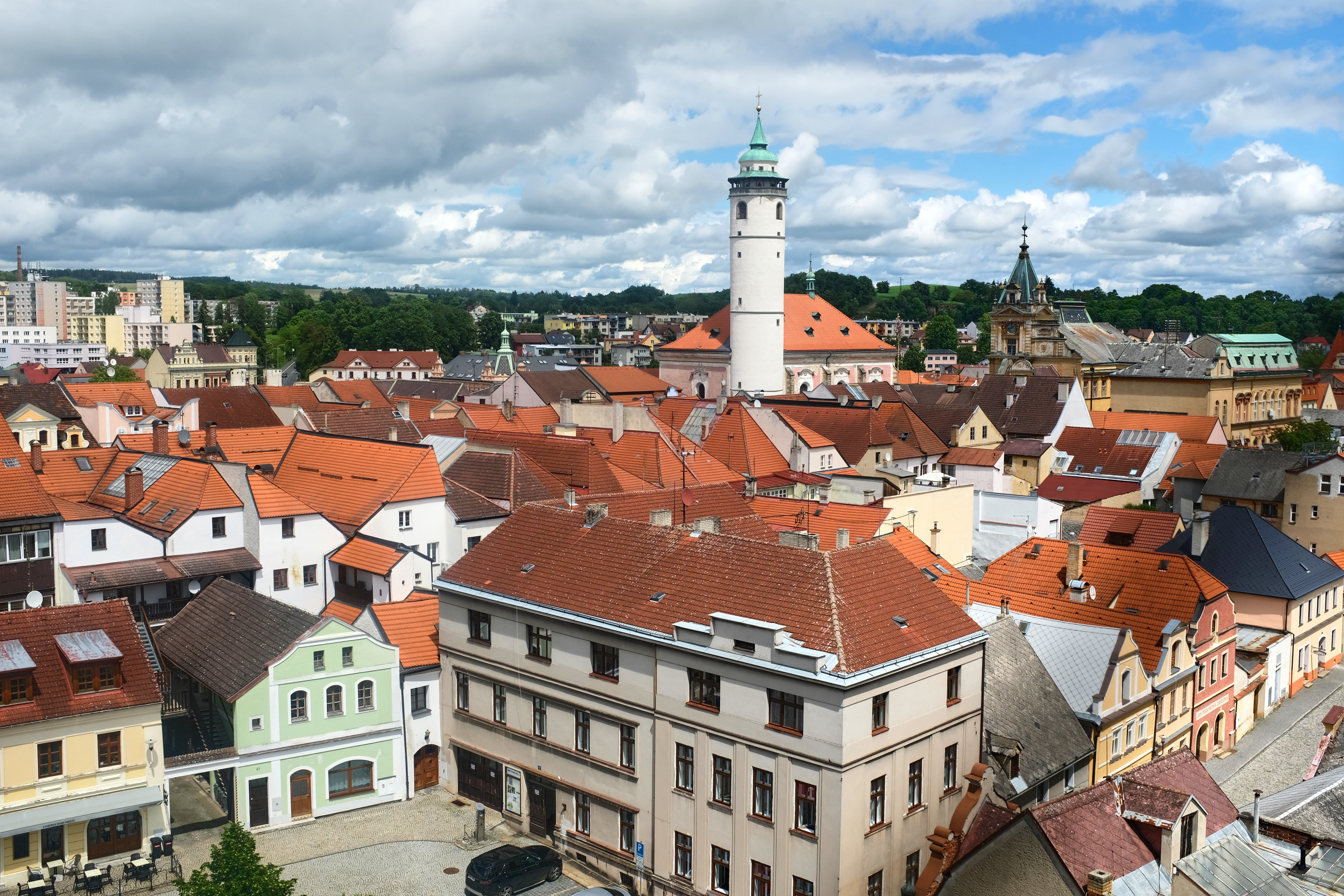
Pohled na město z věže hradu